# Stazione di Pallanzeno
La stazione di Pallanzeno è una fermata ferroviaria posta sulla ferrovia Domodossola-Novara a servizio dell'omonimo comune.

## Storia
La fermata fu inaugurata nel 1888, in concomitanza con l'apertura dell'ultimo tratto della ferrovia per Domodossola proveniente da Novara.
Nel maggio 1991 la fermata rimase impresenziata a seguito dell'attivazione del Dirigente Centrale Operativo.
A partire dal 1º marzo 2001 il piazzale binari fu messo in tensione a 3000 Volt corrente continua, così come il resto della linea.

## Strutture e impianti
La fermata è dotata del solo binario di transito. È collegata con uno scambio allo scalo presa-consegna della ferriera Duferdofin, raggiunta quotidianamente da treni merci provenienti da San Zeno. Questa azienda è stata per un paio d'anni l'unico cliente della società privata RailItaly, che la serviva con treni in doppia trazione simmetrica di E.645 FS a noleggio o di E.630 FNM sempre a noleggio. All'interno di questa acciaieria è stato anche ricoverato per anni il VT.601 TEE comprato dalla stessa RailItaly per servizi di eccellenza, progetto poi naufragato dopo appena qualche viaggio e ora in uso in Svizzera.

### Architettura
Poiché la ferrovia si trova a un'altezza superiore rispetto alla strada, la fermata e il fabbricato viaggiatori sono costruiti su un terrapieno e accessibili mediante una breve scala in cemento armato rivestita in sasso, che consente l'accesso alla banchina dell'unico binario dedicato al traffico viaggiatori, pavimentata con degli autobloccanti.
Nel 2023 la metà del marciapiede adiacente al piazzale di stazione è stata rialzata a 55 cm dal suolo, secondo gli standard europei, onde coincidere con la soglia dei vagoni, per facilitare l'incarrozzamento. La nuova banchina è collegata mediante un gradino a quella originaria, per conservare le preesistenti aiuole e gli ingressi al fabbricato viaggiatori.
La fermata è impresenziata dal maggio 1991 e telecomandata a distanza mediante il sistema CTC, facente capo al Dirigente Centrale Operativo di Torino Lingotto.
Il fabbricato viaggiatori si sviluppa su due piani fuori terra e ha pianta rettangolare, con al piano terra un ulteriore corpo di dimensioni minori che si addossa lateralmente al principale. Lo stabile, simile a un casello per forma e dimensioni, è privo di personale ferroviario dal maggio 1991 e non più fruibile da parte dell'utenza in quanto interamente riconvertito in abitazione privata, nonostante al 2024 risulti disabitato. Il presenziamento da parte di volontari garantisce la cura dello stabile, del giardino e delle numerose piccole aiuole adiacenti.
Presso la parete adiacente alla scala d'ingresso è presente una piccola tettoia in metallo posta a protezione di un'obliteratrice; fino al 2011 era lì collocato anche un monitor per la segnalazione delle partenze in tempo reale, che fu prima spento e poi rimosso. Sulla parete che si affaccia sul piazzale binari è invece collocato un pannello informativo contenente gli orari in versione cartacea.
Il giardino ospita un gazebo e un piccolo fabbricato di servizio con tetto in lamiera per gli addetti agli scambi, al 2020 anch'esso riconvertito ad altro uso e di proprietà privata.
Lato Domodossola è ospitata sulla banchina una costruzione grigia in lamiera a forma di parallelepipedo che contiene alcune strumentazioni tecniche della linea, usate per le rilevazioni e la gestione del traffico da remoto e la sua sicurezza.
L'attraversamento dei binari in sicurezza è garantito da un sottopasso, in comune con la viabilità stradale, collocato lato Novara accanto alla scala di accesso alla banchina, lato strada.

## Movimento
La stazione è servita dai treni regionali effettuati da Trenitalia in base al contratto di servizio stipulato con Regione Piemonte.
Sebbene l'impianto sia collocato all'interno del centro abitato, nelle immediate adiacenze del centro storico e della via principale, il traffico viaggiatori è abbastanza ridotto, considerate anche le esigue dimensioni del paese cui è a servizio: di tutti i treni passeggeri che percorrono la linea solo alcuni effettuano fermata, per un totale di 12 nei giorni feriali, 7 nei festivi.

## Servizi
La gestione dell'impianto è affidata a Rete Ferroviaria Italiana, controllata del gruppo Ferrovie dello Stato, che lo classifica ai fini commerciali in categoria bronze.

## Interscambi
Nei pressi della stazione sono attuati i seguenti interscambi:
- Fermata autobus